# Antipathes brooki
Antipathes brooki är en korallart som först beskrevs av Thomas Whitelegge och Hill 1899.  Antipathes brooki ingår i släktet Antipathes och familjen Antipathidae.
Artens utbredningsområde är Indiska oceanen. Inga underarter finns listade i Catalogue of Life.